# Nationale Unie der Openbare Diensten
De Nationale Unie der Openbare Diensten (NUOD), in het Frans Union Nationale des Services Publics (UNSP) is een Belgische vakcentrale aangesloten bij de Nationale Unie van Onafhankelijke Syndicaten (NUOS). De huidige voorzitter is Mariaux Aubry voor de Franstalige vleugel en Torrekens Bart voor de Nederlandstalige vleugel. De hoofdzetel is gevestigd te Brussel. 
De NUOD beschikt over een aantal sectoren, zoals de sector Financiën, de sector Spoor (vertegenwoordigd door het OVS) en de sector Politie.
De NUOD is een erkende vakbond die de belangen van alle ambtenaren (federaal, regionaal en plaatselijk) verdedigt.
De sector Financiën is een representatieve vakbond binnen sectorcomité II dat bevoegd is voor de FOD Financiën. Ze beschikt ook over een administratief secretariaat in Antwerpen. Het is de enige representatieve politiek neutrale vakbond binnen sectorcomité II. Op 9 juli 2021 verscheen een bericht in het Belgisch Staatsblad dat NUOD niet meer representatief is binnen het sectorcomité II. Op 1 december 2021 verscheen een bericht in De Tijd dat het Antwerpse gerecht een oplichting ontdekt bij de NUOD. Er zou zijn geknoeid met de ledenaantallen van de vakbond, waardoor volgens het openbaar ministerie miljoenen euro’s onterecht zijn uitgekeerd.
De Nationale Unie van de Openbare Diensten heeft als doel de beroepsbelangen, de economische belangen en de sociale belangen te verdedigen en te behartigen van al de personeelsleden die zij vertegenwoordigt, zonder onderscheid te maken tussen leeftijd en/of geslacht.